# Quinhamel (sektor)
Quinhamel Sector är en sektor i Guinea-Bissau.   Den ligger i regionen Biombo, i den västra delen av landet, 28 km väster om huvudstaden Bissau. Antalet invånare är 2 887.